# 루팡 3세 VS 명탐정 코난 THE MOVIE
루팡 3세 VS 명탐정 코난 THE MOVIE(일본어: ルパン三世VS名探偵コナン THE MOVIE 루팡 산세이vs메이탄테이 코난 더 무비[*])는 일본 NTV 개국 60주년과 요미우리 TV 개국 55주년 기념 영화로 2013년 12월 7일 개봉, 몽키 펀치의 원작 '루팡 3세'와 아오야마 고쇼의 원작 "명탐정 코난"과 합작 작품이다. 대한민국은 2014년 5월 29일 상영을 하였으며, 같은 해인 8월 1일 투니버스에서 방영을 하였으며 또한 이듬해인 2015년 3월 7일에는 영화전문채널인 OCN에서도 방영을 하였다.

## 개요
- 2009년에 방송된 텔레비전 스페셜 "루팡 3세 vs 명탐정 코난"이 호평을 받아 기획되었다.
- "명탐정 코난 극장판 17기 절해의 탐정"의 예고 및 무대 인사에서 발표되었다.
- '루팡 3세'는 1996년에 상영된 제6작 "루팡 DEAD OR ALIVE" 이후 17년만의 신작이다.
- 명탐정 코난은 일본에서 영화가 1년에 2개가 공개되는 것은 최초의 일이다.

## 등장 인물

### 《루팡 3세》측 등장인물
- 루팡 3세 - 쿠리타 칸이치 / 강수진
- 지겐 다이스케 (알마로스) - 코바야시 키요시 / 강구한
- 미네 후지코 (산드라) - 사와시로 미유키 / 김현심
- 이시카와 고에몬 (검객) - 나미카와 다이스케 / 김수중
- 제니가타 경부 (조대포 경감) - 야마데라 코이치 / 이인성

### 《명탐정 코난》측 등장인물
- 에도가와 코난(작은 쿠도 신이치) (코난(작은 남도일)) - 타카야마 미나미 / 김선혜
- 쿠도 신이치 (남도일) - 야마구치 캇페이 / 강수진
- 모리 란 (유미란) - 야마자키 와카나 / 이현진
- 모리 코고로 (유명한) - 코야마 리키야 / 이정구
- 하이바라 아이 (홍장미) - 하야시바라 메구미 / 우정신
- 요시다 아유미 (한아름) - 이와이 유키코 / 여민정
- 츠부라야 미츠히코 (박세모) - 오오타니 이쿠에 / 김영은
- 코지마 겐타 (고뭉치) - 타카기 와타루 / 한인숙
- 아가사 히로시 (브라운 박사) - 오가타 겐이치 / 유해무
- 메구레 쥬조 (골롬보 반장) - 차후린 / 조동희
- 사토 미와코 (오지인 형사) - 유야 아츠코 / 한채언
- 다카기 와타루 (신형선 형사) - 타카기 와타루 / 김광국
- 치바 잇신 (이명수 형사) - 치바 잇신 / 김영찬
- 미야모토 유미 (김유미 순경) - 스기모토 유우 / 김현지
- 미이케 나에코 (정나혜 순경) - 다나카 리에 / 김영은
- 시라토리 닌자부로 (백동훈 형사) - 이노우에 카즈히코 / 서윤선
- 제임스 블랙 - 가유미 에이마사 / 권혁수
- 조디 스털링 - 이치죠 미유키 / 문선희
- 나카모리 경부 (임은삼 반장) - 이시즈카 운쇼 / 설영범
- 괴도 키드 - 야마구치 캇페이 / 신용우
- 핫토리 헤이지 (하인성) - 호리카와 료우 / 최재호
- 오타키 고로 (김대용 반장) - 와카모토 노리오 / 이병식

### 《게스트 캐릭터》측 등장인물
- 키스 단 스팅거 - 미도리카와 히카루/김승준
- 에밀리오 바레티 - 이리노 미유/최승훈
- 클라우디오 벨루치 - 나츠나/조현정
- 앨런 스미트 - 우치노 마사아키/이상범
- 루치아노 카르노브 - 카나오 테츠오/이장우
- 킹 - 이무라 카즈요시/안장혁

## 주제가

### 오프닝
〈THEME FROM LUPIN III (2013 WITH CONAN ver.)〉
작곡: 오노 유지
〈코난 인트로듀스〉
작곡: 오노 카츠오

### 엔딩
〈THEME FROM LUPIN III (2013 WITH CONAN ENDING ver.)〉
작곡: 오노 유지
〈명탐정 코난 메인테마 (루팡 3세VS명탐정 코난 버전)〉
작곡: 오노 카츠오

## 삽입곡
〈wonderland〉
작사·작곡: Ko-ta, Ko-hey, 편곡·노래: 99RadioService

## 제작 위원회
- 원작 - 몽키 펀치 루팡 3세, 아오야마 고쇼 명탐정 코난
- 감독 - 카메가키 하지메
- 애니메이션 제작 - 톰스 엔터테인먼트
- 제작 - "루팡 3세 vs 명탐정 코난" 제작위원회